# Tülök

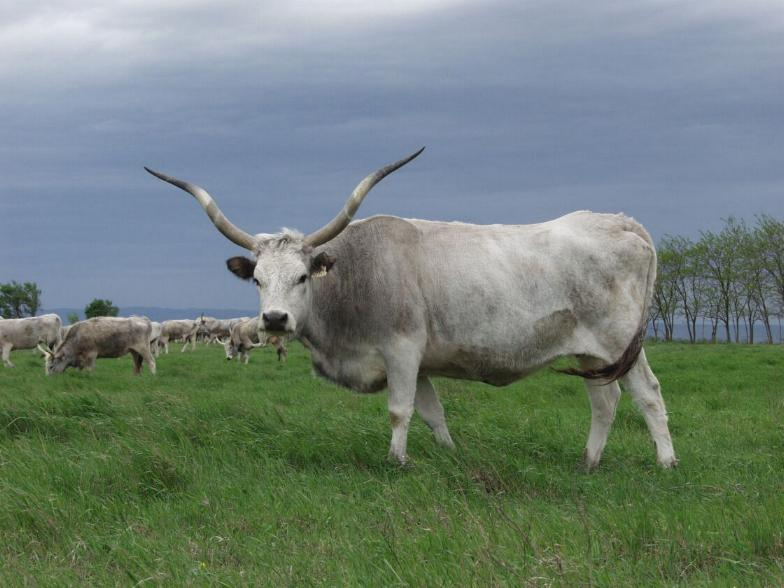
Magyar szürke szarvasmarha

A tülök egyes állatok fején található üreges szaruképlet. Tülke van például a kecskének, a szarvasmarhának, de az orrszarvúnak is. A tülök a tülökcsonton fejlődik, amely egy vérerekkel és idegekkel gazdagon behálózott csontkinövés a koponyán.